# Lanans
Lanans és un municipi francès situat al departament del Doubs i a la regió de Borgonya - Franc Comtat. L'any 2007 tenia 136 habitants.

## Demografia

### Població
El 2007 la població de fet de Lanans era de 136 persones. Hi havia 52 famílies de les quals 16 eren unipersonals (16 dones vivint soles i 16 dones vivint soles), 16 parelles sense fills, 16 parelles amb fills i 4 famílies monoparentals amb fills.
La població ha evolucionat segons el següent gràfic:
Habitants censats

### Habitatges
El 2007 hi havia 65 habitatges, 54 eren l'habitatge principal de la família, 9 eren segones residències i 1 estava desocupat. 64 eren cases i 1 era un apartament. Dels 54 habitatges principals, 47 estaven ocupats pels seus propietaris, 4 estaven llogats i ocupats pels llogaters i 3 estaven cedits a títol gratuït; 2 tenien dues cambres, 5 en tenien tres, 8 en tenien quatre i 39 en tenien cinc o més. 45 habitatges disposaven pel capbaix d'una plaça de pàrquing. A 18 habitatges hi havia un automòbil i a 28 n'hi havia dos o més.

### Piràmide de població
La piràmide de població per edats i sexe el 2009 era:
| Homes | Edats   | Dones |
| ----- | ------- | ----- |
| 0     | 95 o +  | 0     |
| 0     | 90 a 94 | 0     |
| 0     | 85 a 89 | 0     |
| 4     | 80 a 84 | 4     |
| 0     | 75 a 79 | 12    |
| 8     | 70 a 74 | 8     |
| 0     | 65 a 69 | 0     |
| 0     | 60 a 64 | 0     |
| 4     | 55 a 59 | 0     |
| 0     | 50 a 54 | 4     |
| 0     | 45 a 49 | 0     |
| 4     | 40 a 44 | 8     |
| 12    | 35 a 39 | 0     |
| 0     | 30 a 34 | 0     |
| 4     | 25 a 29 | 4     |
| 4     | 20 a 24 | 4     |
| 8     | 15 a 19 | 0     |
| 0     | 10 a 14 | 8     |
| 0     | 5 a 9   | 0     |
| 0     | 0 a 4   | 4     |

## Economia
El 2007 la població en edat de treballar era de 76 persones, 59 eren actives i 17 eren inactives. De les 59 persones actives 57 estaven ocupades (30 homes i 27 dones) i 2 estaven aturades (2 dones i 2 dones). De les 17 persones inactives 5 estaven jubilades, 9 estaven estudiant i 3 estaven classificades com a «altres inactius».

### Ingressos
El 2009 a Lanans hi havia 55 unitats fiscals que integraven 137 persones, la mediana anual d'ingressos fiscals per persona era de 16.886 €.

### Activitats econòmiques
Dels 6 establiments que hi havia el 2007, 1 era d'una empresa de construcció, 3 d'empreses de comerç i reparació d'automòbils, 1 d'una empresa d'hostatgeria i restauració i 1 d'una entitat de l'administració pública.
Dels 2 establiments de servei als particulars que hi havia el 2009, 1 era un paleta i 1 restaurant.
L'any 2000 a Lanans hi havia 4 explotacions agrícoles que ocupaven un total de 284 hectàrees.

## Poblacions més properes
El següent diagrama mostra les poblacions més properes.